# I Don't Want to Live Without You
«I Don't Want to Live Without You» es una power ballad interpretada por la banda británico-estadounidense de rock Foreigner, lanzada en febrero de 1988 e incluida como parte de su sexto trabajo discográfico titulado Inside Information (1987).
Es el sencillo posterior a "Say You Will" (número 6 en Estados Unidos); "I Don't Want to Live Without You" fue colocado en el puesto #5 en el Billboard Hot 100 en mayo de 1988 y fue el último en entrar en el Top 40. En el Billboard Adult Contemporary, se convirtió en la primera canción en permanecer en el puesto #1 durante la semana del 14 de mayo de 1988. Previamente, la banda había llegado al Top 5 de la lista de Adult contemporary en dos ocasiones: con "Waiting for a Girl Like You" (número 3 en 1981) y "I Want to Know What Love Is " (número 5 en 1985).
| Anterior: «Anything for You» de Gloria Estefan & Miami Sound Machine | Billboard Adult Contemporary — Sencillo Nro 1 14 de mayo de 1988 | Siguiente: «Shattered Dreams» de Johnny Hates Jazz |